# Galaxite
La galaxite (simbolo IMA: Glx) (detta anche spinello di manganese) è un minerale raro del supergruppo dello spinello e in particolare degli ossispinelli, nella cui famiglia occupa un posto nel sottogruppo dello spinello; appartiene alla classe minerale "degli ossidi e idrossidi" con la composizione chimica idealizzata Mn2+Al2O4 e quindi, da un punto di vista chimico, è un alluminato di manganese. In natura, invece, la galaxite si trova prevalentemente con piccole proporzioni di ferro bivalente e magnesio, che sostituiscono il manganese, nonché il ferro trivalente, che sostituisce parzialmente l'alluminio nella formula. Pertanto, in alcune fonti la formula è data anche come (Mn2+,Fe2+,Mg)(Al,Fe3+)2O4.

## Etimologia e storia
La galaxite è stata scoperta per la prima volta nel deposito di Bald Knob vicino a Sparta nella contea di Alleghany, nella Carolina del Nord, ed è stata descritta nel 1932 da Clarence S. Ross e Paul F. Kerr, che hanno chiamato il minerale in onore della vicina città di Galax.

## Classificazione
Secondo l'attuale classificazione dell'Associazione Mineralogica Internazionale (IMA), la galaxite appartiene al supergruppo dello spinello, dove è associata a cromite, cocromite, coulsonite, cuprospinello, dellagiustaite, deltalumite, franklinite, gahnite, guite, hausmannite, hercynite, hetaerolite, jacobsite, maghemite, magnesiocromite, magnesiocoulsonite, magnesioferrite, magnetite, manganocromite, spinello, termaerogenite, titanomaghemite, trevorite, vuorelainenite e zincocromite, che formano il sottogruppo dello spinello all'interno degli ossispinelli. Fanno parte di questo gruppo anche chihmingite e chukochenite descritti dopo il 2018, così come la nicromite, il cui nome non è stato ancora riconosciuto dal CNMNC dell'IMA.
Nell'ormai obsoleta, ma ancora in uso, 8ª edizione della sistematica minerale secondo Strunz, la galaxite apparteneva alla classe minerale degli "ossidi e idrossidi" e lì alla sottoclasse degli "ossidi con il rapporto di quantità materiale metallo : ossigeno = 3 : 4", dove insieme all'hercynite, alla gahnite e allo spinello formava il gruppo degli "spinelli alluminati" con il sistema nº IV/B.01.
Anche la 9ª edizione della sistematica minerale di Strunz, in vigore dal 2001 e utilizzata dall'IMA, classifica la galaxite nel dipartimento degli ossidi con il rapporto di quantità del materiale "metallo:ossigeno = 3:4 e simili"; questo è ulteriormente suddiviso in base alla dimensione dei cationi coinvolti, in modo che il minerale possa essere trovato in base alla sua composizione nella suddivisione "Con solo cationi di medie dimensioni", dove è elencato insieme a brunogeierite, cromite, cocromite, coulsonite, cuprospinello, filipstadite, franklinite, gahnite, hercynite, jacobsite, magnesiocromite, magnesiocoulsonite, magnesioferrite, magnetite, manganocromite, nicromite, qandilite, spinello, trevorite, ulvöspinello, vuorelainenite e zincocromite formano il "gruppo dello spinello" con il sistema nº 4.BB.05.
La classificazione dei minerali secondo Dana, utilizzata principalmente nel mondo anglosassone, classifica la galaxite nella classe degli "ossidi e idrossidi" e lì nella sottoclasse degli "ossidi multipli". La si trova insieme a spinello, hercynite e gahnite nel "sottogruppo dell'alluminio" con il sistema nº 07.02.01 all'interno della suddivisione "ossidi multipli (A+B2+)2X4, gruppo dello spinello".

## Abito cristallino
La galaxite cristallizza nel sistema cristallino cubico nel gruppo spaziale Fd3m (gruppo spaziale nº 227) con la costante di reticolo a = 8,29 Å e 8 unità di formula per cella unitaria, ma sviluppa solo piccoli cristalliti per lo più arrotondati fino a circa mezzo millimetro di dimensione, raramente anche cristalli ottaedrici e gemelli cristallini secondo la "legge dello spinello" (geminati compenetranti secondo le facce ottaedriche {111}).

## Origine e giacitura
La galaxite si forma in rocce ricche di carbonato e giacimenti di silice di depositi di manganese convertiti metamorficamente. I minerali associati includono alabandite, alleghanyite, jacobsite, katoptrite, kellyite, kutnohorite, magnetite, magnussonite, manganhumite, manganosite, manganostibite, rodonite, sonolite, spessartina e tephroite.
La galaxite è stata finora rilevata come una rara formazione minerale solo in alcuni siti, di cui circa 40 sono considerati noti. Oltre alla sua località tipo, il minerale si trova anche negli Stati Uniti a Corundum Knob nella contea di Clay, nella Carolina del Nord, così come a Galax, nella miniera di Hutter e nel deposito di Whittles Emery nella contea di Pittsylvania, in Virginia.
L'unico sito finora conosciuto in Germania si trova nella cava di Zeilberg (vicino a Maroldsweisach) nella parte orientale della Bassa Franconia in Baviera.
In Svizzera la galaxite è stata trovata, tra l'altro, a Furtschellas e nell'Alpe Tanatz vicino a Splügen nel Canton Grigioni, nonché sul ghiacciaio Pipji vicino a Pipjitälli e a Sparrenflue nella valle di Täsch nel Canton Vallese.
Altri siti includono Ghana, Giappone (soprattutto su Honshū), Namibia, Romania, Russia, Svezia, Thailandia ed Emirati Arabi Uniti.

## Forma in cui si presenta in natura
Generalmente, i cristalli sono opachi e di colore nero con una lucentezza simile al vetro sulle superfici. In strati sottili e schegge o in luce trasmessa, questi possono anche essere traslucidi bruno-rossastri, bruno-arancioni fino al rosso intenso o giallo-oro.